# La Maladie de Sachs (film)
Pour plus de détails, voir Fiche technique et Distribution.
La Maladie de Sachs est un film français réalisé par Michel Deville, sorti en salles le 22 septembre 1999.
C'est l'adaptation cinématographique du roman éponyme de Martin Winckler publié en 1998.

## Synopsis
Dans le cabinet du docteur Bruno Sachs, les consultations se suivent à un rythme effréné. On vient pour tout, on se confie. Le docteur semble toujours disposé et attentionné. Dans le village, le personnage est un mystère et on glose sur sa vie privée ; on observe ses allées et venues.

## Fiche technique
- Titre : La Maladie de Sachs
- Réalisation : Michel Deville
- Scénario : Michel Deville et Rosalinde Deville, d'après le roman La Maladie de Sachs de Martin Winckler
- Musique : Jean-Ferry Rebel
- Photographie : André Diot
- Pays d'origine :  France
- Genre : drame
- Durée : 103 minutes
- Date de sortie : 22 septembre 1999

## Distribution
| - Albert Dupontel : docteur Bruno Sachs - Valérie Dréville : Pauline Kasser - Dominique Reymond : Mme Leblanc - Etienne Bierry : M. Renard - François Clavier : docteur Boulle - Nathalie Boutefeu : Viviane, la serveuse - Philippe Lehembre : M. Guilloux - Marianne Groves : la voisine d'en face - Lucienne Hamon : Mme Sachs (la mère) - Marie-France Santon : Mme Borgès - André Thorent : M. Guénot - Pierre Diot : l'homme au gel anesthésique - Amanda Langlet : La femme de la brasserie - Christine Brücher : la mère d'Annie - Sandra Chérès : Mme Calvino - Claire Hammond : la femme qui ne peut pas prendre rendez-vous - Benoît Muracciole : Diego, le libraire - Martine Sarcey : Mme Destouches - Marie Verdi : Mme Renard - Bernard Waver : M. Deshoulières - Béatrice Bruno : Angèle Pujade - Christine Gagneux : Mme Benoît - Jeanne Victor : Annie - Jean-François Dérec : l'homme qui va chez le kiné - Sylvie Jobert : la femme avortée par Sachs | - Anne Fassio : la femme constipée - Denis Chérer : le serveur muet de la brasserie - Albert Delpy : le client de la pharmacie - Sylvie Ferro : la standardiste médicale - Serge Riaboukine : l'ivrogne, la nuit - Sophie Gourdin : la femme qui a une fille métisse - Catherine Boisgontier : la femme qui a perdu son frère - Delphine Brimboeuf : la jeune fille enceinte - Michelle Brûlé : la femme à l'hygiène irréprochable - Jean-Claude Bourbault : l'homme à l'infarctus - Nicolas Marié : le capitaine des pompiers - Dan Réache : la patiente au frigidaire - Jacques Petitjean : le patient au journal - Claire Conti : la patiente à l'ordinateur - Frédéric Withal : le facteur - Christian Neupont : le papetier - Marie Trawinska : Mme Midi Pile - Gilles Charmot : Georges - Cécile Arnaud : la voisine de Mme Bailly - Valérie Tchéou : Mme Bailly - Céline Thiou : la patiente qui a peur de déranger - Elisabeth Potier : la femme au ver solitaire - Bénédicte Flatet : la boulangère - Marie Réache : la mère du garçon qui chie |

## Distinctions
- Festival de Saint-Sébastien 1999 : Coquille d'argent du meilleur réalisateur pour Michel Deville
- Prix de la critique 2000 : Prix Méliès du meilleur film français.

## Autour du film
Martin Winckler, auteur du livre éponyme, apparaît dans une scène du film et est cité dans une autre. Lorsque Pauline Kasser entre dans la librairie, elle demande La Vacation, qui est un autre roman de Martin Winckler.